# Cantón de Montpellier-1
El cantón de Montpellier-1 es una división administrativa francesa, situada en el departamento del Hérault y la región Occitania.

## Composición
Desde 2014, el cantón de Montpellier-1 agrupa una comuna y una part de Montpellier :
- Montpellier
- Grabels

|  |  |